# Masahiko Inoha
Masahiko Inoha (izvorno japanski 伊野波 雅彦; Miyazaki, Japan, 28. kolovoza, 1985.-) bivši Hajdukov igrač, na položaju sredine terena ili obrane. Za "bile" je u šestomjesečnom razdoblju od 2011. do 2012. odigrao 13 utakmica i dao jedan gol. Ovaj gol zabio je Lučkom u Kranjčevićevoj u 60-toj minuti, a Hajduk je tu utakmicu dobios a 0:3. Ostala dva pogotka dali su Tomasov u 6. i Vukušić u 77. minuti. 
Zbog neredovitih isplata plaća napušta Hajduk i odlazi u Vissel Kobe.
Karijeru je započeo u Tokyju 2006. godine.
Statistika u Hajduku
| Natjecanje        | Nastupi | Zgoditci |
| ----------------- | ------- | -------- |
| Prvenstvo         | 15      | 1        |
| Kup               | 3       | 0        |
| Superkup          | 0       | 0        |
| Međunarodne       | 1       | 0        |
| Splitski podsavez | 0       | 0        |
| Ukupno            | 19      | 1        |
| Prijateljske      | 3       | 0        |
| Sveukupno         | 22      | 1        |